# Crotalaria lusingaensis
Crotalaria lusingaensis är en ärtväxtart som beskrevs av Rudolf Wilczek. Crotalaria lusingaensis ingår i släktet sunnhampor, och familjen ärtväxter. Inga underarter finns listade i Catalogue of Life.